# Paradiplosis tumifex
Paradiplosis tumifex är en tvåvingeart som beskrevs av Gagne 1978. Paradiplosis tumifex ingår i släktet Paradiplosis och familjen gallmyggor. Inga underarter finns listade i Catalogue of Life.